# 힐 권

어떤 한 시점에 중력과 관성에 의한 2체계의 등퍼텐셜면이다. 힐 권은 두 거대한 천체를 둘러싸는 둥근 영역이다.(태양과 지구의 반지름은 표시되지 않았다.)

힐 권(Hill sphere)은 어떤 천체가 위성을 지배적으로 끌어당길 수 있는 영역이다. 행성에 의해 유지되는 위성은 반드시 행성의 힐 권 내부에 위치해서 공전해야한다. 다시, 그 위성도 자체의 힐 권역을 가지고 있다. 위성의 힐 권 이내의 모든 천체는 그 위성의 행성의 위성보다는 위성의 위성이 되려는 경향이 있다. 따라서 일부 태양계의 정의는 그냥 태양계 중심의 항성, 다시말해 태양의 힐 권을 참고하고 있다.
더 정확한 표현으로, 힐 권은 큰 질량의 천체의 섭동에도 불구하고 작은 천체가 영향을 미칠 수 있는 중력권이다. 이는 미국 천문학자 조지 윌리엄 힐이 프랑스의 천문학자 에두아르 로슈가 알아낸 사실에 기반하여 밝혀내었다. 이런 이유 때문에 힐 권은 로슈 권(Roche sphere)로도 알려져있다. (로슈 한계와 혼동하면 안된다.)
오른쪽의 예로, 힐 권은 두 천체의 중심을 잇는 직선에 놓여있는 라그랑주점 L1과 L2까지 뻗쳐있다. 두번째 천체의 영향력이 미치는 영역은 그 방향으로 매우 짧다. 그래서 그것은 힐 구의 크기에 대한 제한요인으로써 작용한다. 그 거리 이상은, 두번째 천체(예를 들어 목성)를 돌고 있는 세번째 천체의 궤도의 일부라도 힐 권 밖에 있으면 중심 천체(예를 들어 태양)의 기조력에 의해 계속해서 섭동을 받게되어 중심 천체를 공전하게 된다.

## 같이 보기
- 다체 문제
- 로슈 엽